# Théophile Thoré

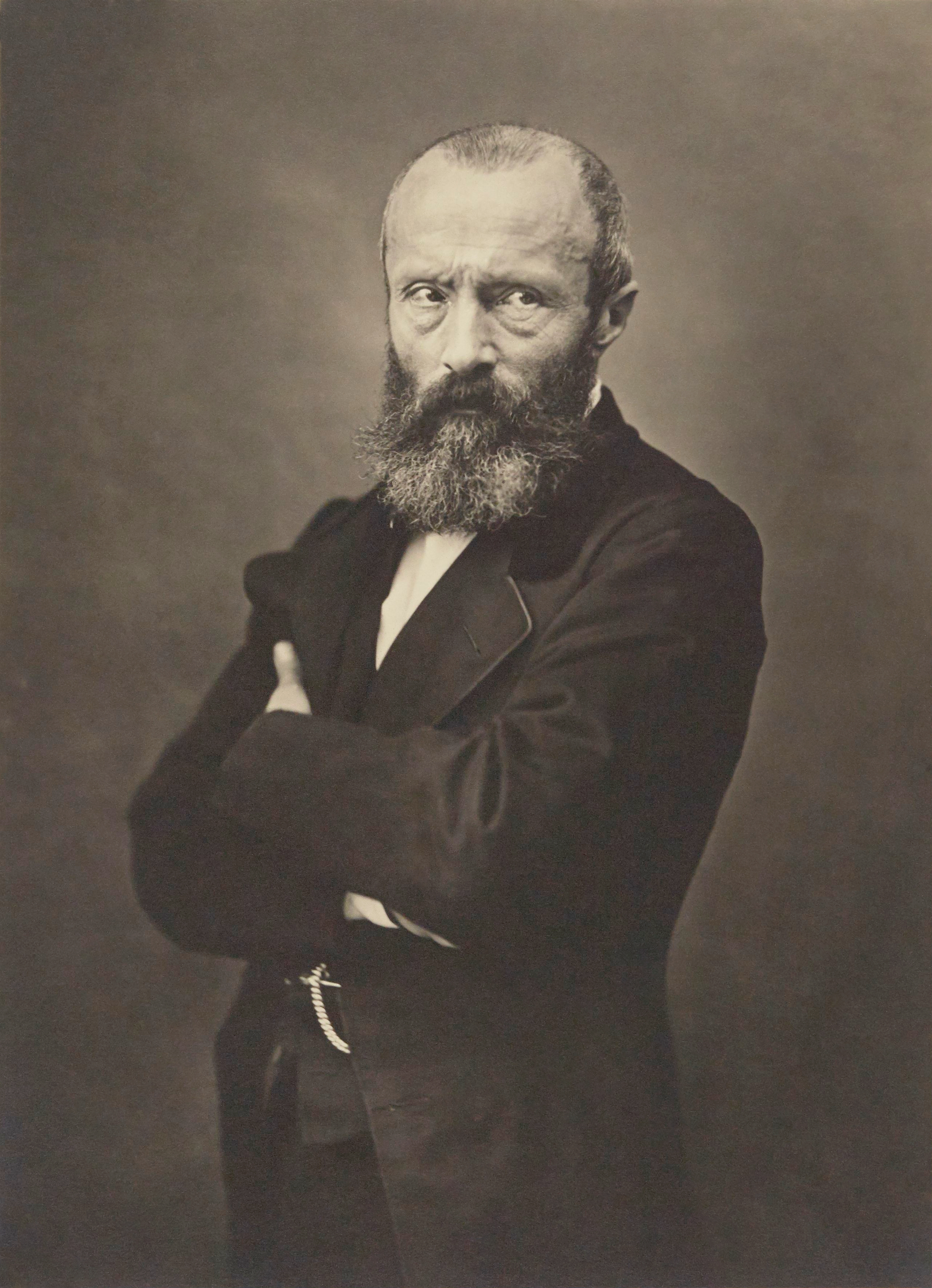
Théophile Thoré-Bürger

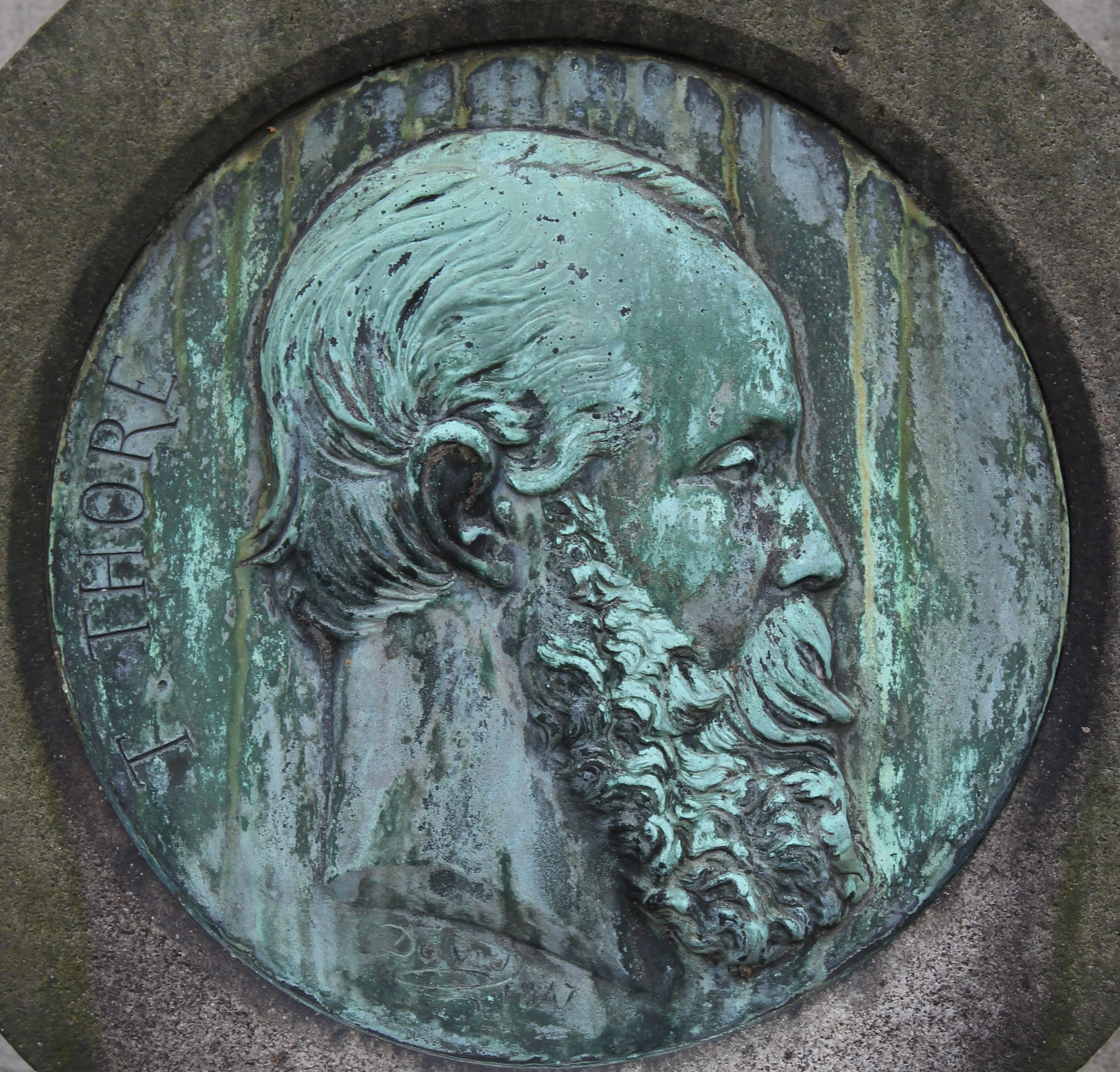
Reliefskulptur på Théophile Thoré-Burgers grav

Étienne Joseph Théophile Thoré, även Théophile Thoré-Bürger, född 23 juni 1807 i La Flèche i Sarthe i Frankrike, död 30 april 1869 i Paris, var en fransk journalist och konstkritiker.
Théophile Thorés började som konstkritiker på 1830-talet under julimonarkin 1830-48. Han rosade Eugène Delacroix, Théodore Rousseau och andra målare ur Barbizonskolan och risade mer konservativa målare som Jean-Auguste-Dominique Ingres och mer populära målare som Paul Delaroche och Horace Vernet. År 1842 grundade han och Paul Lacroix (1806-1884) konstförmedlingen Alliance des Arts och startade en konsttidskrift. Åren 1844-48 var han konstkritiker på Le Constitutionnel. 
Han var också verksam som politiskt aktiv journalist. Han grundade tidningen La Vraie République i mars 1848, vilken förbjöds av Louis-Eugène Cavaignac. I mars 1849 grundade han en andra dagstidning, Le Journal de la vraie République, vilken också förbjöds. Eftersom han stött några av de radikala i 1848 års revolution tvingades han i exil 1849 och vistades därefter i London, Bryssel och Schweiz, och fortsatte att därifrån publicera artiklar, nu under pseudonymen William Bürger. Han återvände till Frankrike efter en amnesti 1859. 
Théophile Thoré har mest gjort sig känd som den som fört fram Johannes Vermeer till en central plats i konstvärlden, sedan Vermeers konst under lång tid funnits utanför allmänhetens intresse. Han har även bidragit till att popularisera andra framstående äldre nederländska målare, som  Frans Hals och Carel Fabritius. 
Thorés intresse för Vermeer väcktes 1842 efter att ha sett Vy över Delft i Mauritshuis i Haag. Efter detta efterforskade han målningar av Vermeer runt om i Europa under flera år, varefter han publicerade en katalog över dennes verk. I denna attribuerade han dock för många målningar till Vermeer. Han började själv förvärva målningar av Vermeer på 1860-talet. I juni 1866 köpte han Kvinna med pärlhalsband av Henry Grevedon, 1867 köpte han Sittande kvinna vid cembalo för endast 2.000 francs och någon före 1876 köpte han Dam som står vid cembalo. Hans samling såldes 1892.
Théophile Thoré var också en av de första att poängtera betydelsen av Edouard Manets verk på 1868 års Parissalong.